# José Francisco Gandarez

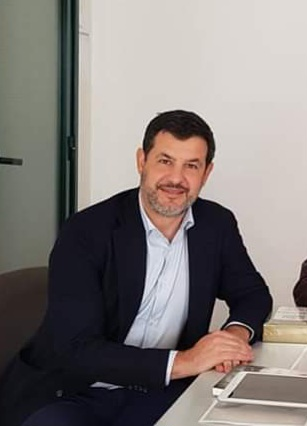

José Francisco Gandarez (Santarém, 20 de agosto de 1974), é um advogado, empresário e produtor cinematográfico português. Licenciado em Direito pela Universidade Católica Portuguesa, e com Executive LL.M (Master of Laws) pela Northwestern University (Chicago) e IE -Instituto de Empresa (Madrid) - (2009), tem vindo a produzir diversos filmes e séries portugueses através da empresa Sky Dreams Entertainment. É também Vice-Presidente do Sport Lisboa e Benfica.

## Biografia
Enquanto advogado, José Francisco Gandarez é sócio fundador da sociedade de advogados Privatelawyers (2009), sociedade na qual é responsável pela área de corporate/societário, sendo igualmente managing partner. Representou os interesses do festival Rock In Rio entre 2004 e 2009.
Foi administrador da Corporacion Financeira ARCO, sócio fundador da WIBERIA Investments e um dos proprietários do Restaurante O Mariscador com o Chef Rodrigo Castelo, no Campo Pequeno, em Lisboa.
No âmbito desportivo, desde outubro de 2021 que José Francisco Gandarez assumiu a Vice-Presidência do Sport Lisboa e Benfica, sendo também vogal da direção da Fundação Benfica.
Foi atleta – jogador do União Desportiva de Santarém nos escalões de formação.

## Cinema
Através da produtora Sky Dreams Entertainment, fundada em 2014, José Francisco Gandarez produziu vários projetos cinematográficos. Em longa-metragem destacam-se os remakes dos filmes tradicionais portugueses O Pátio das Cantigas (2015), O Leão da Estrela (2015), realizados por Leonel Vieira, e A Canção de Lisboa (2016), realizado por Pedro Varela, formando a trilogia Novos Clássicos. Em 2019 produziu o filme Snu, sobre a vida de Snu Abecassis, realizado pela cineasta Patrícia Sequeira.
Em 2022 são lançados os filmes Salgueiro Maia - o Implicado, com realização do cineasta Sérgio Graciano, inspirado no livro Salgueiro Maia – Um Homem da Liberdade de António de Sousa Duarte, e O Pai Tirano (2022), remake do filme de 1941. No âmbito da série de televisão, José Francisco Gandarez produziu, conjuntamente com a produtora Santa Rita Filmes, a série Verão M, baseada na série espanhola Verão Azul, e a série documental PJ7, com 8 episódios sobre grandes casos de crimes ocorridos em Portugal em que pela primeira vez inspetores da Polícia Judiciária dão a cara sobre os casos em que estiveram envolvidos. Foi ainda coprodutor da curta-metragem de animação Odd Is an Egg. Os seus projetos estão distribuídos nas plataformas de streaming HBO e Netflix.

## Filmografia
Filmes
- O Pátio das Cantigas (2015)
- O Leão da Estrela (2015)
- A Canção de Lisboa (2016)
- Snu (2019)
- Salgueiro Maia - o Implicado (2022)
- O Pai Tirano (2022)

Curta-metragem
- Odd is an Egg (2017)

Série
- Verão M (2018)
- PJ7 (2023)